# Premier League de Gales 2015-16
La  Premier League de Gales 2015-16 (conocida como Dafabet Premier League por razones de patrocinio) fue la edición número 24 de la Premier League de Gales. La temporada comenzó el 21 de agosto de 2015 y terminó el 20 de mayo de 2016. TNS se proclamó campeón.

## Sistema de competición
Los 12 equipos jugaron entre sí todos contra todos dos veces totalizando 22 fechas al término de las cuales los equipos se dividieron en dos grupos. El Grupo campeonato lo integraron los seis primeros de la fase regular, mientras que el Grupo descenso lo integraron los seis últimos; dentro de cada grupo los equipos jugaron entre sí todos contra todos dos veces totalizando 10 fechas más. Los equipos mantuvieron el mismo puntaje conseguido en la Fase Regular dentro de cada grupo, por lo que al final de la temporada cada club jugó 32 fechas.
El primer clasificado del Grupo campeonato se clasifica a la primera ronda de la Liga de Campeones 2016-17. El segundo clasificado del Grupo campeonato se clasifica a la primera ronda de la Liga Europa 2016-17, mientras que los equipos clasificados desde el tercer lugar hasta el último del Grupo campeonato más el primer clasificado del Grupo descenso jugarán los Play-offs por un cupo en la primera ronda de la Liga Europa 2016-17. Los dos últimos clasificados del Grupo descenso descendieron a la Cymru Alliance 2016-17 o a la First Division 2016-17, dependiendo a cual de las dos ligas estén afiliados los equipos.
Un tercer cupo para la Liga Europa 2016-17 fue asignado al campeón de la Copa de Gales.

## Clubes
| Club                | Ciudad        | Estadio               | Capacidad |
| ------------------- | ------------- | --------------------- | --------- |
| Aberystwyth Town    | Aberystwyth   | Park Avenue           | 5.000     |
| Airbus UK Broughton | Broughton     | The Airfield          | 1.600     |
| Bala Town           | Bala          | Maes Tegid            | 3.000     |
| Bangor City         | Bangor        | Nantporth             | 3.000     |
| Carmarthen Town     | Carmarthen    | Richmond Park         | 3.000     |
| Connah's Quay       | Connah's Quay | Deeside Stadium       | 1.500     |
| Haverfordwest       | Haverfordwest | Bridge Meadow Stadium | 2.000     |
| Llandudno           | Llandudno     | Maesdu Park           | 1.013     |
| Newtown             | Newtown       | Latham Park           | 5.000     |
| Port Talbot         | Port Talbot   | Victoria Road         | 6.000     |
| Rhyl                | Rhyl          | Belle Vue             | 3.000     |
| The New Saints      | Oswestry      | Park Hall             | 2.000     |

## Fase Regular

### Clasificación
| Pos. | Equipo               | Pts. | PJ | G  | E  | P  | GF | GC | Dif. | Clasificación 2015–16    |
| ---- | -------------------- | ---- | -- | -- | -- | -- | -- | -- | ---- | ------------------------ |
| 1    | The New Saints       | 47   | 22 | 13 | 8  | 1  | 48 | 16 | +32  | Ronda por el campeonato  |
| 2    | Bala Town            | 41   | 22 | 11 | 8  | 3  | 33 | 17 | +16  | Ronda por el campeonato  |
| 3    | Llandudno            | 37   | 22 | 11 | 4  | 7  | 36 | 26 | +10  | Ronda por el campeonato  |
| 4    | Airbus UK            | 34   | 22 | 10 | 4  | 8  | 32 | 32 | 0    | Ronda por el campeonato  |
| 5    | Connah's Quay Nomads | 32   | 22 | 10 | 2  | 10 | 37 | 29 | +8   | Ronda por el campeonato  |
| 6    | Newtown              | 32   | 22 | 9  | 5  | 8  | 33 | 32 | +1   | Ronda por el campeonato  |
| 7    | Bangor City          | 29   | 22 | 9  | 2  | 11 | 30 | 34 | −4   | Ronda por la permanencia |
| 8    | Carmarthen Town      | 28   | 22 | 8  | 4  | 10 | 29 | 42 | −13  | Ronda por la permanencia |
| 9    | Aberystwyth Town     | 26   | 22 | 7  | 5  | 10 | 32 | 37 | −5   | Ronda por la permanencia |
| 10   | Port Talbot          | 24   | 22 | 6  | 6  | 10 | 24 | 42 | −18  | Ronda por la permanencia |
| 11   | Rhyl                 | 19   | 22 | 3  | 10 | 9  | 21 | 30 | −9   | Ronda por la permanencia |
| 12   | Haverfordwest        | 17   | 22 | 5  | 2  | 15 | 18 | 37 | −19  | Ronda por la permanencia |

Actualizado a los partidos jugados el 16 de enero de 2016.
 Fuente: Soccerway

### Tabla de resultados cruzados
| Local \ Visitante    | ABE | AIR | BAL | BAN | CAR | CON | HAV | LLA | NEW | POR | RYL | TNS |
| -------------------- | --- | --- | --- | --- | --- | --- | --- | --- | --- | --- | --- | --- |
| Aberystwyth Town     | —   | 1–2 | 1–1 | 4–0 | 1–2 | 1–1 | 1–2 | 1–4 | 1–2 | 1–3 | 3–1 | 0–4 |
| Airbus UK            | 2–0 | —   | 2–0 | 1–4 | 5–1 | 3–2 | 2–1 | 0–2 | 1–4 | 2–0 | 0–0 | 1–1 |
| Bala Town            | 0–1 | 2–1 | —   | 3–0 | 2–1 | 2–0 | 3–2 | 3–0 | 1–0 | 5–2 | 0–0 | 0–0 |
| Bangor City          | 2–3 | 3–0 | 1–1 | —   | 1–2 | 2–1 | 2–1 | 0–3 | 3–0 | 1–2 | 1–0 | 0–2 |
| Carmarthen Town      | 0–3 | 2–3 | 0–0 | 2–1 | —   | 1–0 | 4–1 | 2–4 | 0–2 | 0–0 | 1–1 | 1–6 |
| Connah's Quay Nomads | 1–2 | 1–1 | 2–1 | 1–3 | 4–0 | —   | 2–1 | 2–1 | 0–2 | 5–0 | 3–1 | 2–0 |
| Haverfordwest        | 0–1 | 0–1 | 0–2 | 2–1 | 0–0 | 0–2 | —   | 2–0 | 0–1 | 1–2 | 1–1 | 0–4 |
| Llandudno            | 3–2 | 1–0 | 0–0 | 1–2 | 1–2 | 1–0 | 1–0 | —   | 0–2 | 1–1 | 1–0 | 3–4 |
| Newtown              | 0–0 | 0–3 | 2–3 | 0–3 | 4–1 | 4–2 | 3–0 | 0–3 | —   | 1–1 | 1–2 | 2–2 |
| Port Talbot          | 4–2 | 2–2 | 0–0 | 2–0 | 0–3 | 0–4 | 1–2 | 1–4 | 1–1 | —   | 0–3 | 0–1 |
| Rhyl                 | 2–2 | 1–0 | 1–3 | 1–1 | 1–4 | 1–2 | 1–2 | 1–1 | 1–1 | 0–1 | —   | 0–0 |
| The New Saints       | 1–1 | 4–0 | 1–1 | 2–0 | 2–0 | 2–0 | 2–0 | 1–1 | 4–1 | 3–1 | 2–2 | —   |

## Ronda por el campeonato

### Clasificación
| Pos. | Equipo                   | Pts. | PJ | G  | E  | P  | GF | GC | Dif. | Clasificación 2016–17                              |
| ---- | ------------------------ | ---- | -- | -- | -- | -- | -- | -- | ---- | -------------------------------------------------- |
| 1    | The New Saints (C)       | 64   | 32 | 18 | 10 | 4  | 72 | 24 | +48  | Primera Ronda de la Liga de Campeones              |
| 2    | Bala Town                | 57   | 32 | 15 | 12 | 5  | 48 | 27 | +21  | Primera Ronda de la Liga Europa                    |
| 3    | Llandudno                | 52   | 32 | 15 | 7  | 10 | 53 | 46 | +7   | Primera Ronda de la Liga Europa                    |
| 4    | Connah's Quay Nomads (O) | 48   | 32 | 15 | 3  | 14 | 50 | 42 | +8   | Play-offs para entrar en la Liga Europa de la UEFA |
| 5    | Newtown                  | 42   | 32 | 11 | 9  | 12 | 46 | 54 | −8   | Play-offs para entrar en la Liga Europa de la UEFA |
| 6    | Airbus UK                | 42   | 32 | 12 | 6  | 14 | 46 | 55 | −9   | Play-offs para entrar en la Liga Europa de la UEFA |

Actualizado a los partidos jugados el 23 de mayo de 2016.
 Fuente: Soccerway

### Tabla de resultados cruzados
| Local \ Visitante    | AIR | BAL | CON | LLA | NEW | TNS |
| -------------------- | --- | --- | --- | --- | --- | --- |
| Airbus UK            | —   | 0–3 | 0–1 | 3–4 | 2–2 | 3–2 |
| Bala Town            | 3–1 | —   | 3–1 | 0–0 | 1–1 | 0–0 |
| Connah's Quay Nomads | 2–1 | 0–1 | —   | 2–3 | 1–0 | 2–1 |
| Llandudno            | 1–1 | 3–2 | 1–2 | —   | 3–2 | 1–5 |
| Newtown              | 0–3 | 2–2 | 3–2 | 1–1 | —   | 0–6 |
| The New Saints       | 5–0 | 2–0 | 0–0 | 2–0 | 1–2 | —   |

## Ronda por la permanencia

### Clasificación
| Pos. | Equipo           | Pts. | PJ | G  | E  | P  | GF | GC | Dif. | Clasificación 2016-17                                           |
| ---- | ---------------- | ---- | -- | -- | -- | -- | -- | -- | ---- | --------------------------------------------------------------- |
| 1    | Carmarthen Town  | 47   | 32 | 14 | 5  | 13 | 45 | 52 | −7   | Play-offs para entrar en la Liga Europa de la UEFA              |
| 2    | Aberystwyth Town | 46   | 32 | 13 | 7  | 12 | 51 | 47 | +4   |                                                                 |
| 3    | Bangor City      | 45   | 32 | 13 | 6  | 13 | 49 | 52 | −3   |                                                                 |
| 4    | Port Talbot      | 39   | 32 | 10 | 9  | 13 | 39 | 56 | −17  | Descenso a Cymru Alliance 2016-17 o a la First Division 2016-17 |
| 5    | Rhyl             | 27   | 32 | 5  | 12 | 15 | 36 | 50 | −14  |                                                                 |
| 6    | Haverfordwest    | 21   | 32 | 5  | 6  | 21 | 27 | 57 | −30  | Descenso a Cymru Alliance 2016-17 o a la First Division 2016-17 |

Actualizado a los partidos jugados el 23 de mayo de 2016.
 Fuente: Soccerway
Notas:
1. ↑  Port Talbot fue relegado tras no conseguir la licencia para la Premier League de Gales 2016-17, por lo tanto Rhyl, permanece en la liga para la siguiente temporada.[2]

### Tabla de resultados cruzados
| Local \ Visitante | ABE | BAN | CAR | HAV | POR | RYL |
| ----------------- | --- | --- | --- | --- | --- | --- |
| Aberystwyth Town  | —   | 4–0 | 2–4 | 3–1 | 1–0 | 3–1 |
| Bangor City       | 0–0 | —   | 2–2 | 5–2 | 0–2 | 4–3 |
| Carmarthen Town   | 1–0 | 0–1 | —   | 1–0 | 2–3 | 2–0 |
| Haverfordwest     | 1–3 | 1–1 | 1–2 | —   | 1–1 | 1–1 |
| Port Talbot       | 2–2 | 1–1 | 0–2 | 2–0 | —   | 4–0 |
| Rhyl              | 0–1 | 3–4 | 1–0 | 1–1 | 5–0 | —   |

## Play-offs de la UEFA Europa League
Los equipos que terminaron en los puestos cuarto a séptimo al final de la temporada regular participarán en los play-offs para determinar el tercer participante para la UEFA Europa League 2016-2017 , que se clasificarán para la primera ronda.

### Semifinal
|}

### Final
| Equipo 1             | Resultado | Equipo 2        |
| -------------------- | --------- | --------------- |
| Newtown              | 1–2       | Airbus UK       |
| Connah's Quay Nomads | 2–0       | Carmarthen Town |

|}